# Peronospora alchemillae
Peronospora alchemillae G.H. Otth  – gatunek organizmów należący do grzybopodobnych lęgniowców.

## Systematyka i nazewnictwo
Pozycja w klasyfikacji według Index Fungorum:  Peronospora, Peronosporaceae, Peronosporales, Peronosporidae, Peronosporea, Incertae sedis, Oomycota, Chromista.

## Charakterystyka
Organizm mikroskopijny, pasożyt, u roślin z rodzaju przywrotnik (Alchemilla) wywołuje chorobę zwaną mączniakiem rzekomym. Jest monofagiem ograniczonym tylko do gatunków rodzaju przywrotnik. W literaturze podano jego występowanie na następujących gatunkach tego rodzaju: Alchemilla alpina, chirophylla, conjuncta, fissa, glabra, mollis, monticola, nitida, pallens, subcrenata, xanthochlora, vulgaris.
Jego plecha rozwija się w organizmie zainfekowanej rośliny. Strzępki przerastają pomiędzy komórkami rośliny, za pomocą nitkowatych ssawek czerpiąc z niej wodę i substancje pokarmowe. Poraża liście, pędy i różne części kwiatostanu. Na górnej powierzchni liści powoduje powstawanie początkowo żółtych plam, potem zmieniających barwę na czerwonobrunatną. Pod plamami na dolnej stronie liści w czasie wilgotnej pogody tworzący się nalot składający się z konidioforów i zarodników konidialnych. Przy silnym porażeniu następuje silna chloroza i obumarcie rośliny